# 安井金竜
安井 金竜（やすい きんりゅう、寛延元年（1748年）- 寛政9年12月6日（1798年1月22日））は江戸時代中期-後期の儒学者、漢学者、教育者。福岡藩藩儒。名は儀。字（あざな）は民則。通称は三蔵。別号に蓋山。

## 経歴
福岡藩士安井維允の子として筑前国に生まれる。家学を受け、長野一徳に学ぶ。
安永6年（1777年）藩文学となり、天明3年（1783年）福岡藩第9代藩主黒田斉隆により、藩校修猷館の創建が藩儒竹田定良に命じられると、同日に命じられその訓導（指南方）となる。修猷館の教育方針、儀式などを定めた「修猷館学規」の作成にも参画した。
天明6年（1786年）支藩の秋月藩において、藩主黒田長舒の侍読となり、藩校稽古館の教授も務めた後、寛政2年（1790年）福岡藩の江戸藩邸に出仕し、黒田斉隆の侍読を務めた。寛政4年（1792年）近侍班頭となる。